# Nicolas Fontaine (esquiador)
Nicolas Fontaine (Magog, 5 de octubre de 1970) es un deportista canadiense que compitió en esquí acrobático, especialista en la prueba de salto aéreo.
Ganó una medalla de oro en el Campeonato Mundial de Esquí Acrobático de 1997.
Participó en tres Juegos Olímpicos de Invierno, entre los años 1994 y 2002, ocupando el sexto lugar en Lillehammer 1994 y el décimo en Nagano 1998.

## Medallero internacional
| Campeonato Mundial | Campeonato Mundial | Campeonato Mundial | Campeonato Mundial |
| Año                | Lugar              | Medalla            | Competición        |
| ------------------ | ------------------ | ------------------ | ------------------ |
| 1997               | Nagano (Japón)     | Medalla de oro     | Salto aéreo        |